# Nikołaj Smirnow (komendant Poznania)
Nikołaj Wasilewicz Smirnow (ros. Никола́й Васильевич Смирно́в) – sowiecki wojskowy, pułkownik, pierwszy po wyparciu okupantów niemieckich wojenny komendant Poznania w 1945. 

## Życiorys
Funkcję wojennego komendanta miasta pełnił od lutego do marca 1945 (pierwsze zarządzenie porządkowe wydał 12 lutego 1945). Odpowiadał głównie za porządek w mieście i aprowizację Armii Czerwonej. Z jego rozkazów do wojsk sowieckich trafiały w pierwszej kolejności poniemieckie dobra przemysłowe, komunalne, rolnicze, a także żywność. Sprawował nadzór nad tysiącami ton zapasów mąki, m.in. wysłał do ZSRR pięćset wagonów mąki z magazynów zakładów chemicznych w Luboniu. Na zaopatrzenie mieszkańców Poznania, po trudnych negocjacjach, wydzielił zaledwie osiem ton mąki i dwie krowy na mięso. Systematycznie wchodził też w kompetencje polskich władz cywilnych (w mieście działali już polscy prezydent i wojewoda), decydując o najdrobniejszych sprawach z zakresu funkcjonowania miasta. 
Z rozkazu Smirnowa utworzono z członków polskich milicji dwa plutony uderzeniowe na Cytadelę, a cywilów werbowano do budowy mostu przez fosę (Cytadelowcy). 
1 maja 1945 brał udział w defiladzie 12. Dywizji Piechoty na Placu Wolności w Poznaniu. 